# Lacs des Chéserys
Ne doit pas être confondu avec Lac de Chésery.
Les lacs des Chéserys sont un groupe de cinq petits lacs d'altitude du massif des Aiguilles Rouges, situés sur la commune de Chamonix-Mont-Blanc entre 2 100 m et 2 300 m d'altitude, en aval et au nord-ouest du lac Blanc.

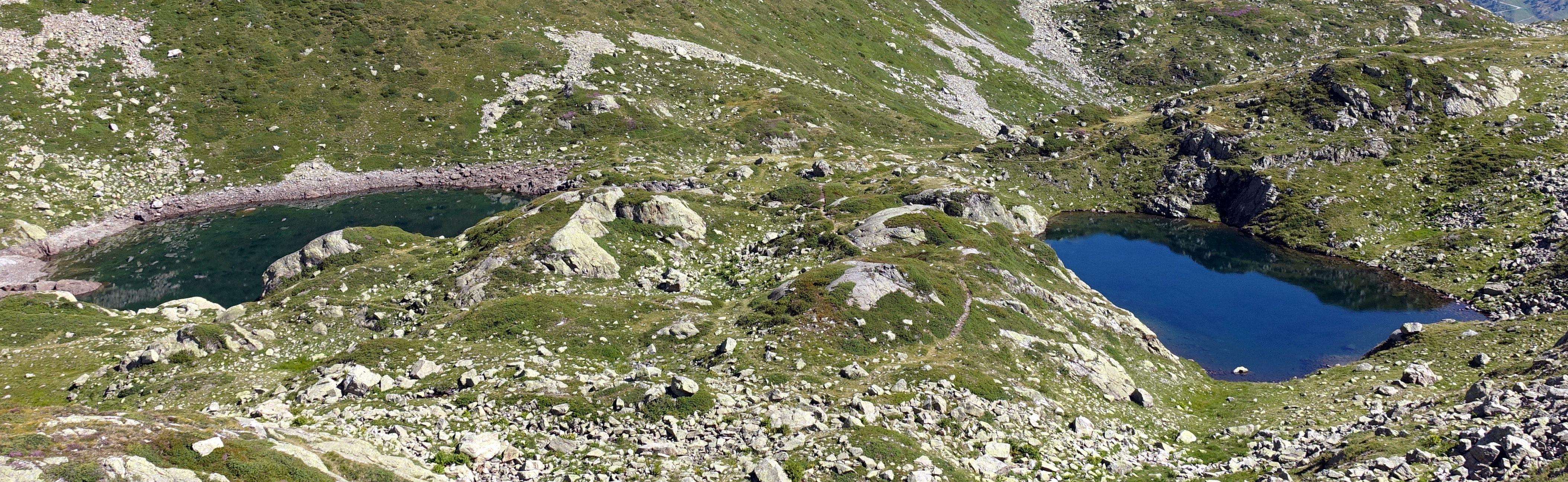
Vue éloignée des lacs des Chéserys

## Accès
Dans cette partie de la réserve naturelle des Aiguilles Rouges où la surfréquentation  est, année après année, de plus en plus forte et où les baignades et le campement sont désormais interdits, la zone des lacs des Chéserys reste cependant moinsaffectée que celle du lac Blanc et offre néanmoins un panorama exceptionnel sur le massif du Mont-Blanc.
Il existe trois sentiers principaux permettant d’accéder aux lacs des Chéserys depuis la vallée de Chamonix.
Le premier suit le grand balcon sud au départ du Col des Montets (portion de l’Ultra-Trail du Mont-Blanc ou UTMB) qui permet d’atteindre les lacs des Chéserys en 2h30 environ (dénivelé positif de 800-850 m).
Le second se situe au départ d’Argentière, passe par l’Aiguillette d’Argentière et comporte des passages équipés de longues échelles (on peut également rejoindre ce sentier depuis Tré-le-champ entre Argentière et le col des Montets). On atteint les lacs des Chéserys en 2h30 environ (dénivelé positif de 850-900 m).

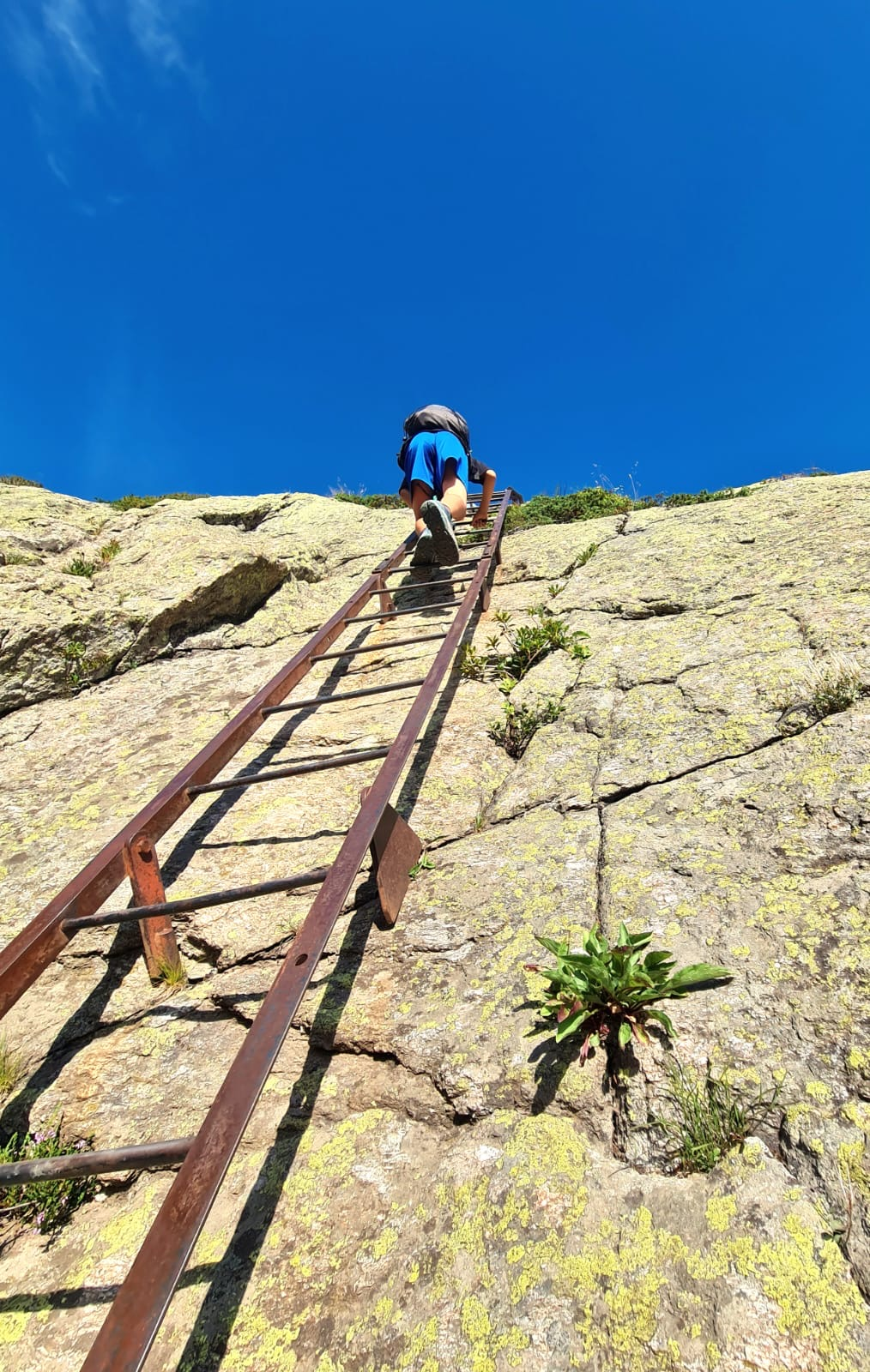
Passage d'échelle sur le sentier d'Argentière aux lacs des Chéserys

Un dernier sentier, plus facile, part de la Flégère, que l’on atteint par une télécabine au départ des Praz-de-Chamonix (permettant d’éviter une montée de 800 m de dénivelé au départ des Praz). C’est le sentier emprunté par la majorité des touristes voulant visiter le lac Blanc et les lacs des Chéserys. On rejoint les lacs des Chéserys en 1h environ (300 m de dénivelé).